# Economia de Barbados
Historicamente, a economia de Barbados dependia do cultivo da cana-de-açúcar e de atividades correlatas. Entretanto, as atividades em anos recentes se diversificaram, com o surgimento de indústrias leves e o crescimento do turismo.
Alguns dados estatísticos
- Agricultura: Principalmente batata-doce, cará, cenoura, outros legumes e verduras.
- Pecuária: bovinos, suínos, ovinos, aves.
- Pesca: 2,8 mil t (1997).
- Mineração: gás natural, petróleo.
- Indústria: química, petroquímica (plástico e borracha), alimentícia (açúcar), bebidas, tabaco.
- Exportações: US$ 257 milhões (1998). Importações: US$ 1 bilhão 1998.
- Principais parceiros comerciais: EUA, Reino Unido e Trinidad e Tobago.

O país é o 44º no ranking de competitividade do Fórum Econômico Mundial.